# Paphia meiniana
Paphia meiniana är en ljungväxtart som först beskrevs av Ferdinand von Mueller, och fick sitt nu gällande namn av Schlechter. Paphia meiniana ingår i släktet Paphia och familjen ljungväxter. Inga underarter finns listade i Catalogue of Life.